# Saint-Louis-et-Parahou
Saint-Louis-et-Parahou é uma comuna francesa na região administrativa de Occitânia, no departamento de Aude. Estende-se por uma área de 15,61 km². Em 2010 a comuna tinha 54 habitantes (densidade: 3,5 hab./km²).